# Obrium hattai
Obrium hattai là một loài bọ cánh cứng trong họ Cerambycidae.